# بني حماد (المنيا)
قرية بني حماد  هي إحدي القرى التابعة لمركز المنيا بمحافظة المنيا في جمهورية مصر العربية. حسب إحصاءات سنة 2006، بلغ إجمالي السكان في بني حماد 1964 نسمة، منهم 1029 رجل و935 امرأة.

## التاريخ الإداري
تكونت من الوجهة الإدارية بقرار في سنة 1931، وفي 26 ديسمبر سنة 1940 صدر قرار من وزارة المالية بفصلها بزمام خاص من أراضى ناحية منشأة الحواصلية بمركز المنيا، ومن أراضى ناحية بني محمد شعراوي بمركز أبو قرقاص، وبذلك أصبحت ناحية قائمة بذاتها من الوجهتين الإدارية والمالية.